# 柬埔寨舞蹈
柬埔寨舞蹈（高棉語：របាំ robam）包括三大類：宮廷古典舞蹈、描繪文化傳統的民間舞蹈和在社交聚會中表演的社交舞蹈。

## 古典舞
柬埔寨首屈一指的表演藝術形式是高棉古典舞蹈，或Robam Preah Reach Trop，一種源自皇家宮廷的高度程式化的舞蹈形式。高棉古典舞蹈最初由皇家宮殿的服務員表演和維護，在 20 世紀中葉被介紹給公眾，並作為柬埔寨文化的標誌而廣為人知，經常在公共活動、假期和訪問柬埔寨的遊客期間表演。

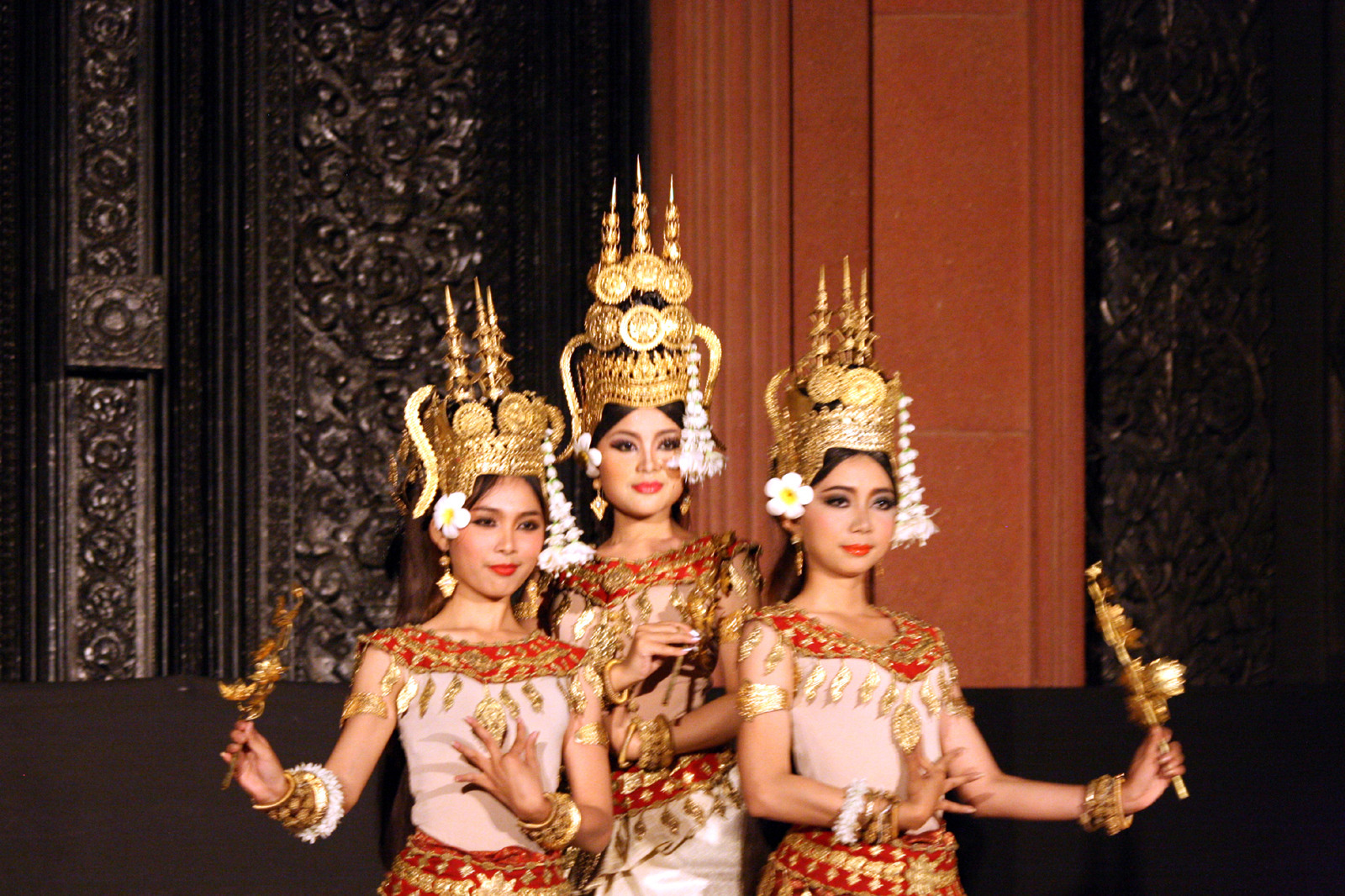
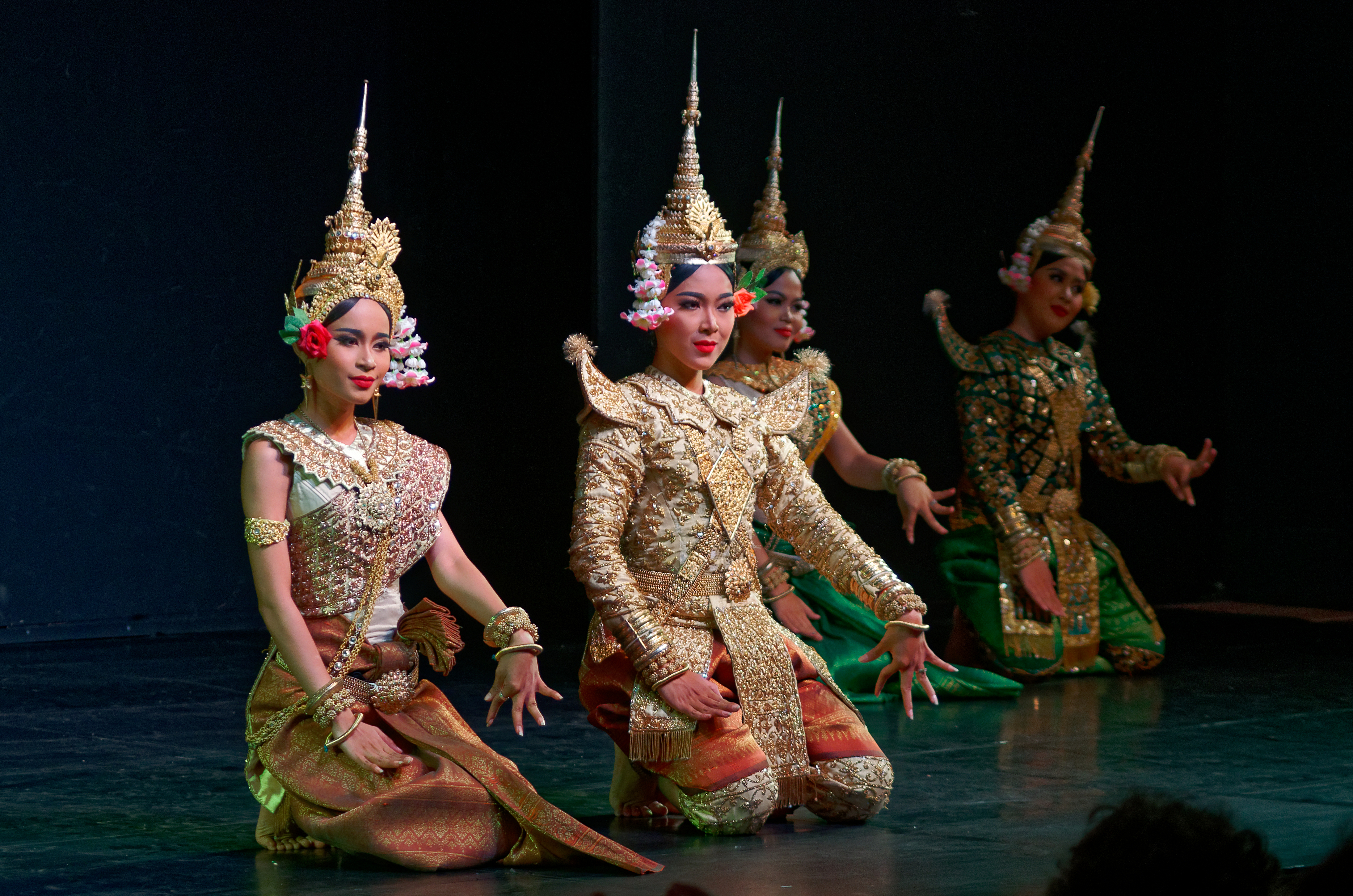
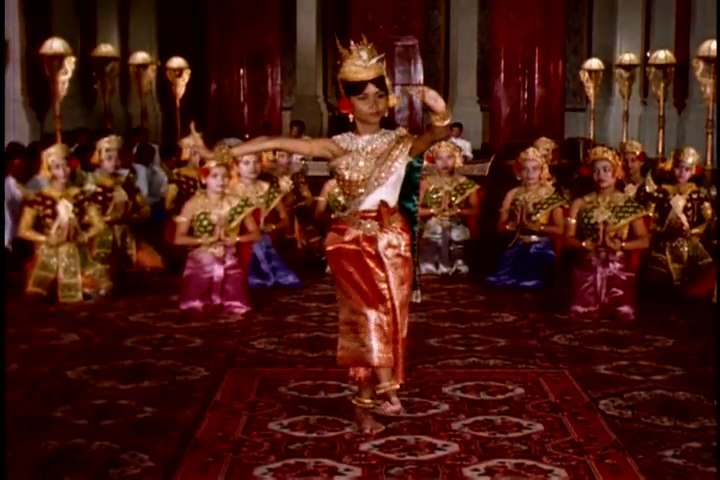
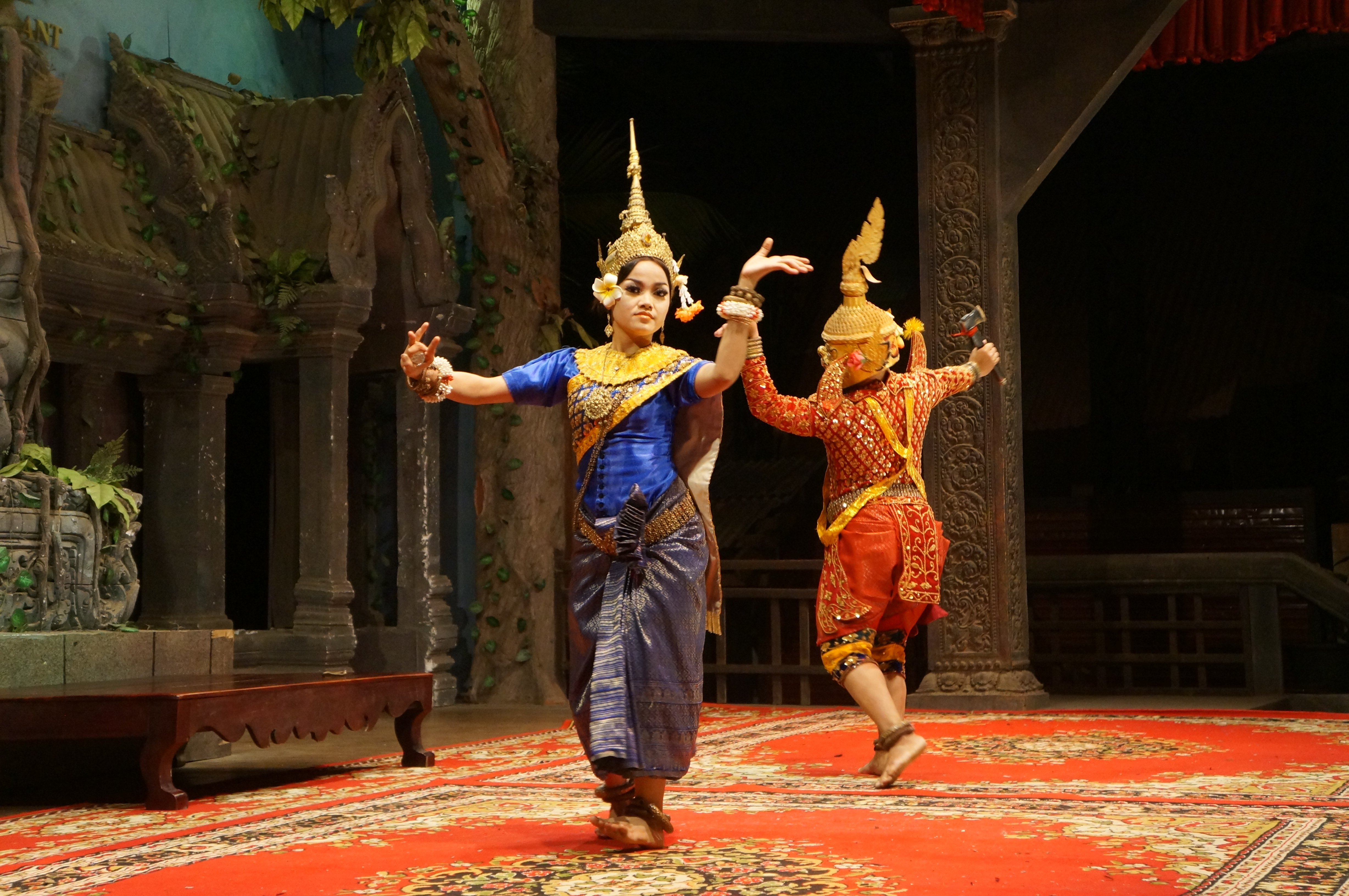

表演的特色是穿著精心打扮的舞者在粉煤灰合奏的音樂伴奏下表演緩慢而具象的手勢。古典曲目包括致敬或祈求的舞蹈以及傳統故事和史詩如羅摩衍那的演繹。表演最多的兩種古典舞蹈是Robam Chuon Por（“許願舞”）和Robam Tep Apsara（“仙女舞”）。
高棉古典舞蹈的其他名稱包括“柬埔寨宮廷舞蹈”和“柬埔寨皇家芭蕾舞團”，儘管後者也可以指柬埔寨國家舞蹈團。在高棉語，它的正式名稱為老闆電器柏威夏河段特羅普（របាំព្រះរាជទ្រព្យ，點亮“跳舞皇家財富”）或Lakhon柏威夏河段特羅普（ល្ខោនព្រះរាជទ្រព្យ，點亮“皇室財富的戲劇”）。它有時也被稱為Lakhon Luong（ល្ខោនហ្លួង，意為“國王的劇院”）。在柬埔寨的朗諾（Lon Nol）政權期間，這種舞蹈傳統被稱為Lakhon Kbach Boran Khmer（ល្ខោនក្បាច់បូរាណខ្មែរ），點亮。“古代風格的高棉劇院”），這個詞使其與其皇家遺產相距甚遠。
- (羅摩衍那)
- (飛天舞)
- (天佑之舞)
- (許願舞)
- (扇子舞)
- 礼该戏
- (祈禱舞)
- (傷感舞蹈)

## 民間舞蹈
創建於 20 世紀的是民間舞蹈，強調柬埔寨的各種文化傳統和民族。柬埔寨民間舞蹈通常比古典舞蹈快節奏。動作和手勢不像古典舞那樣程式化。民間舞者穿著他們所描繪的人的衣服，如查姆人、山地部落、農民和農民。一些民間舞蹈是關於愛情或民間故事的。大多數民間舞蹈音樂是由毛利管弦樂隊演奏的。

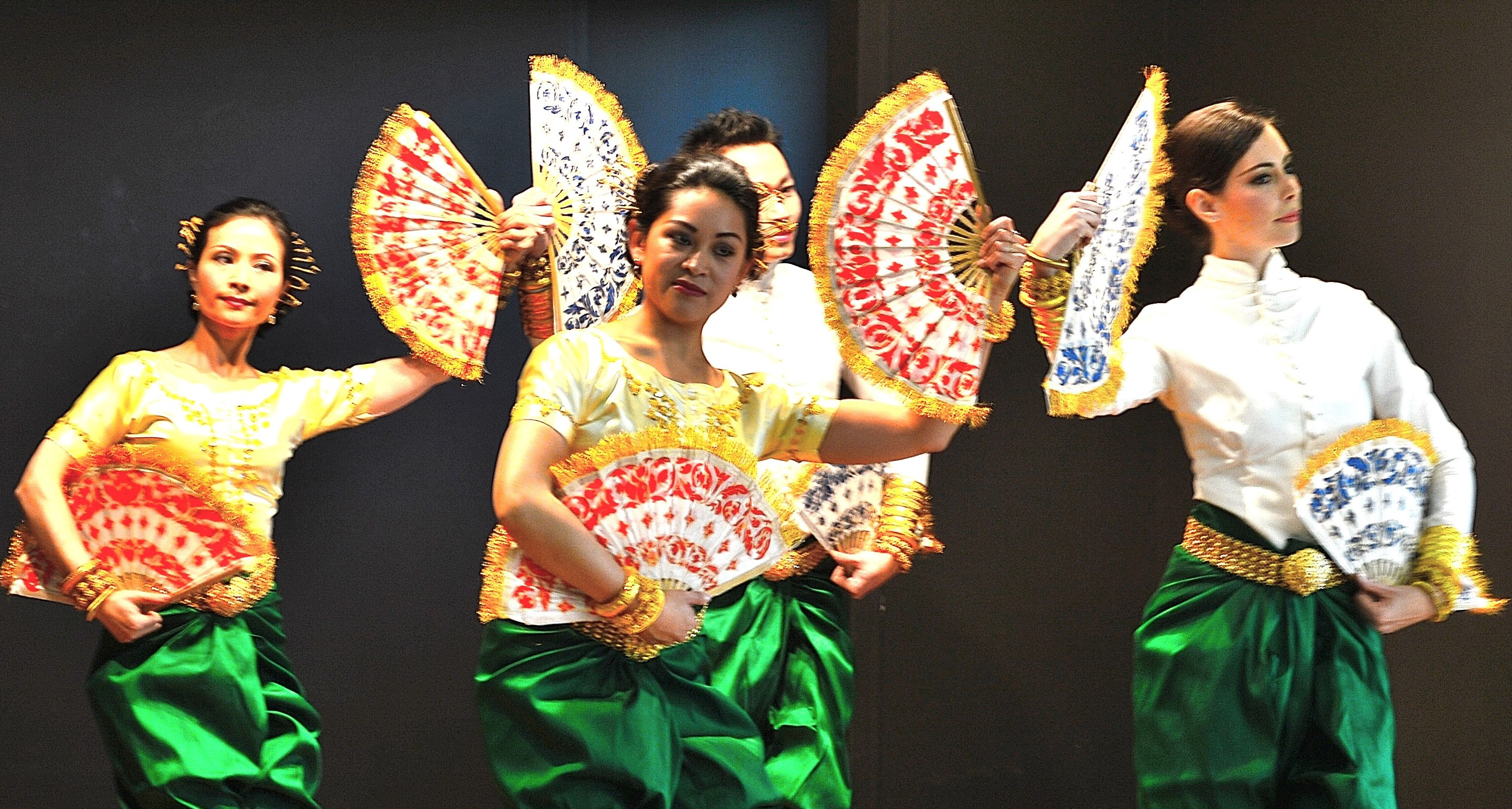
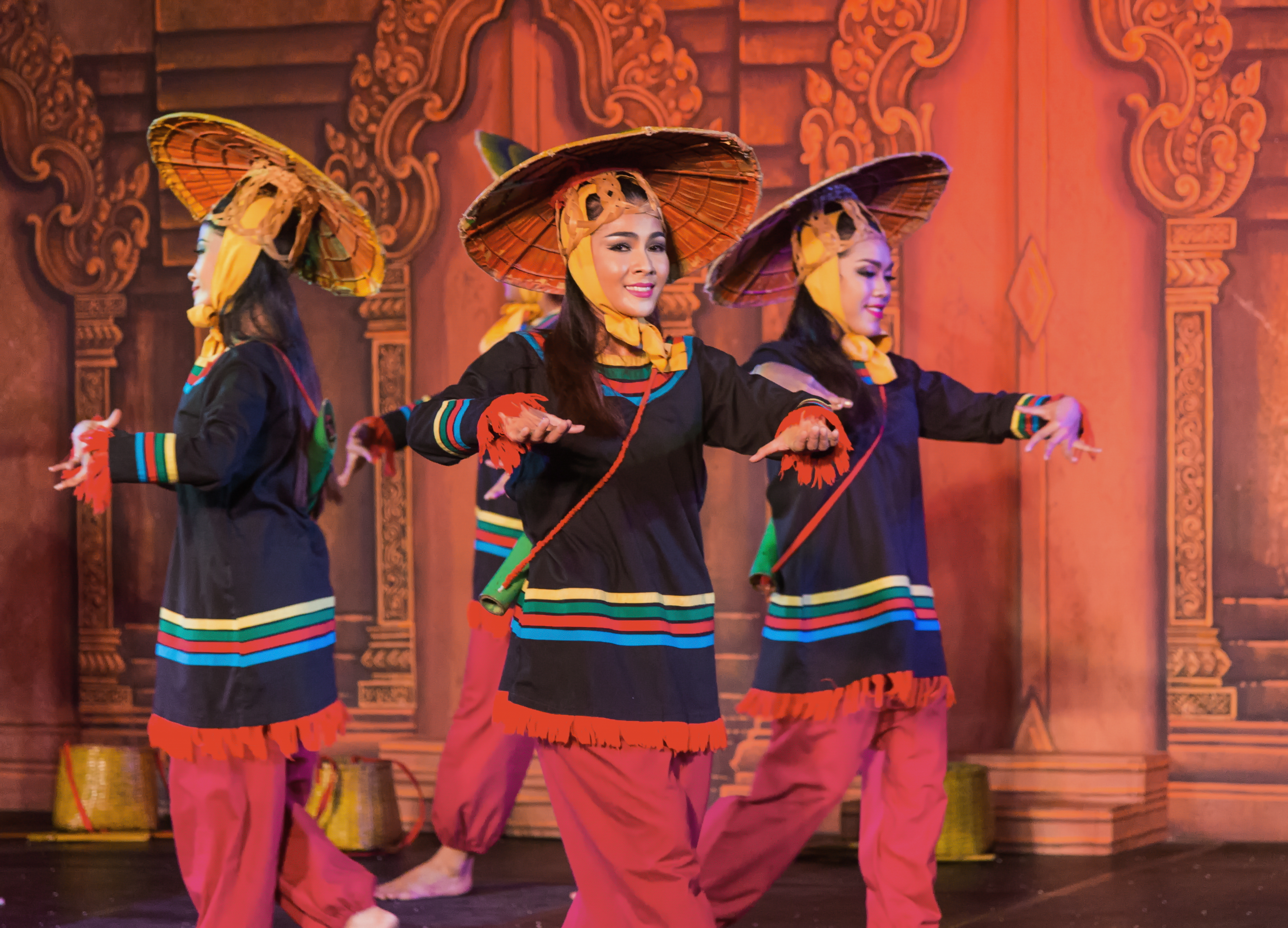
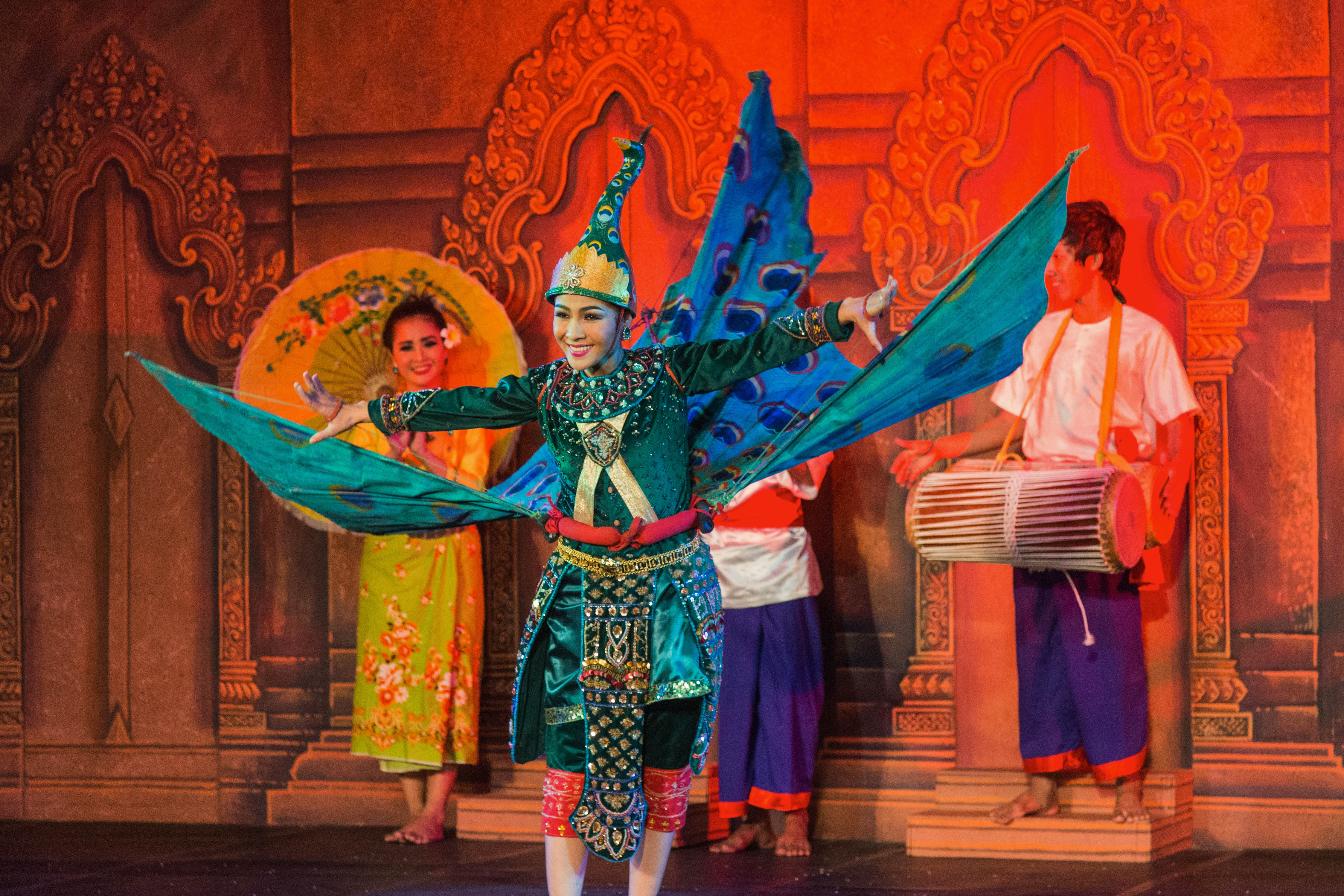
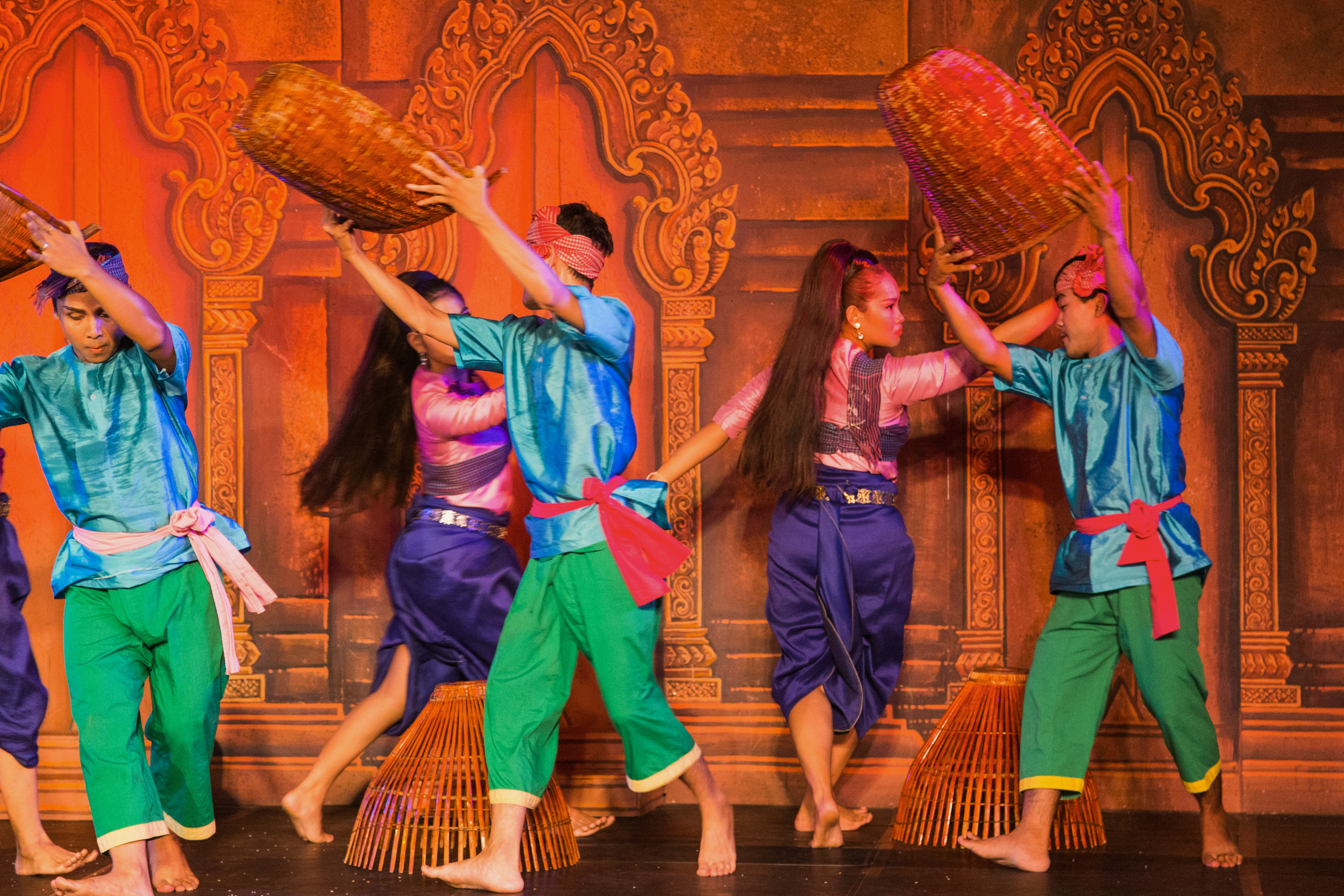
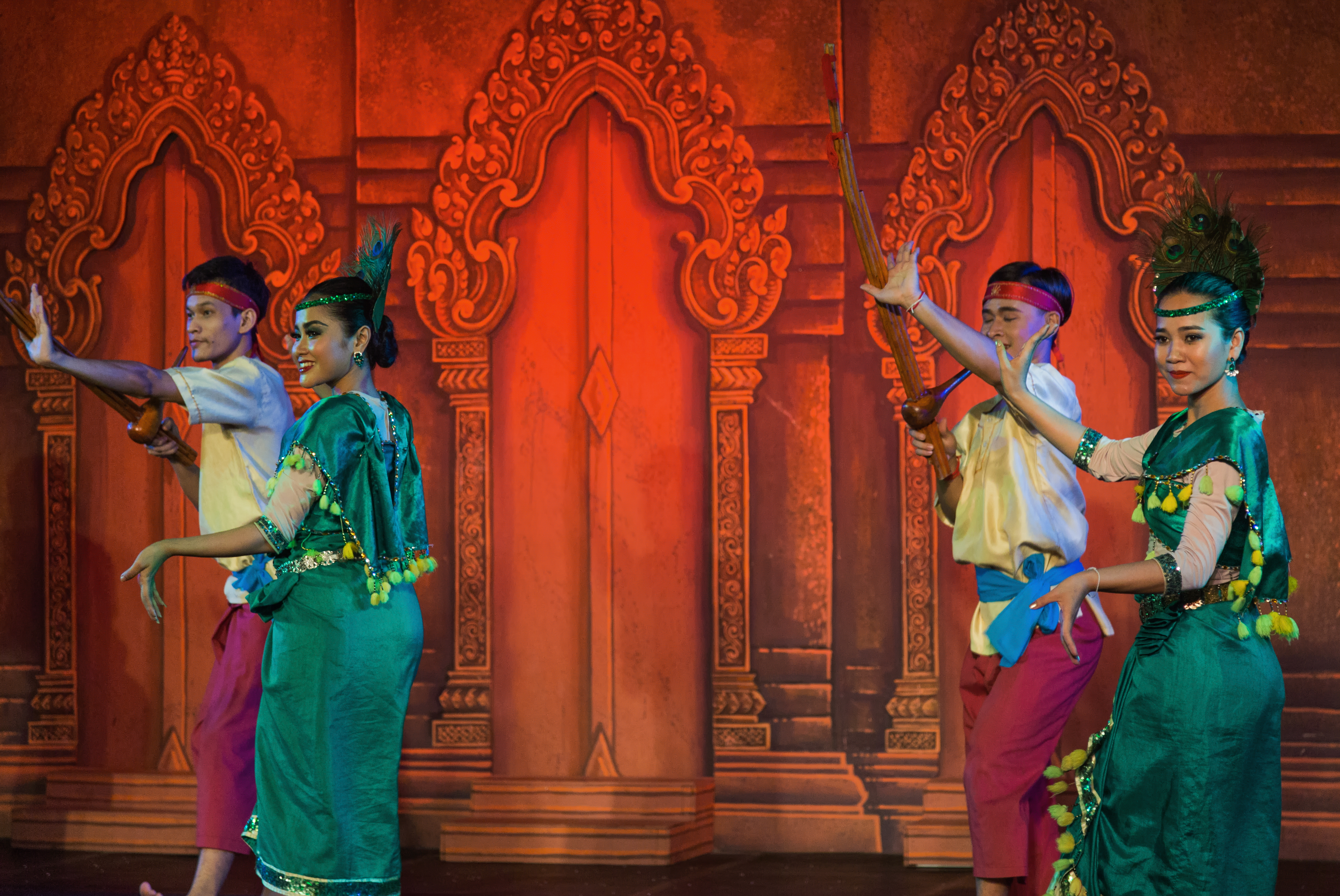
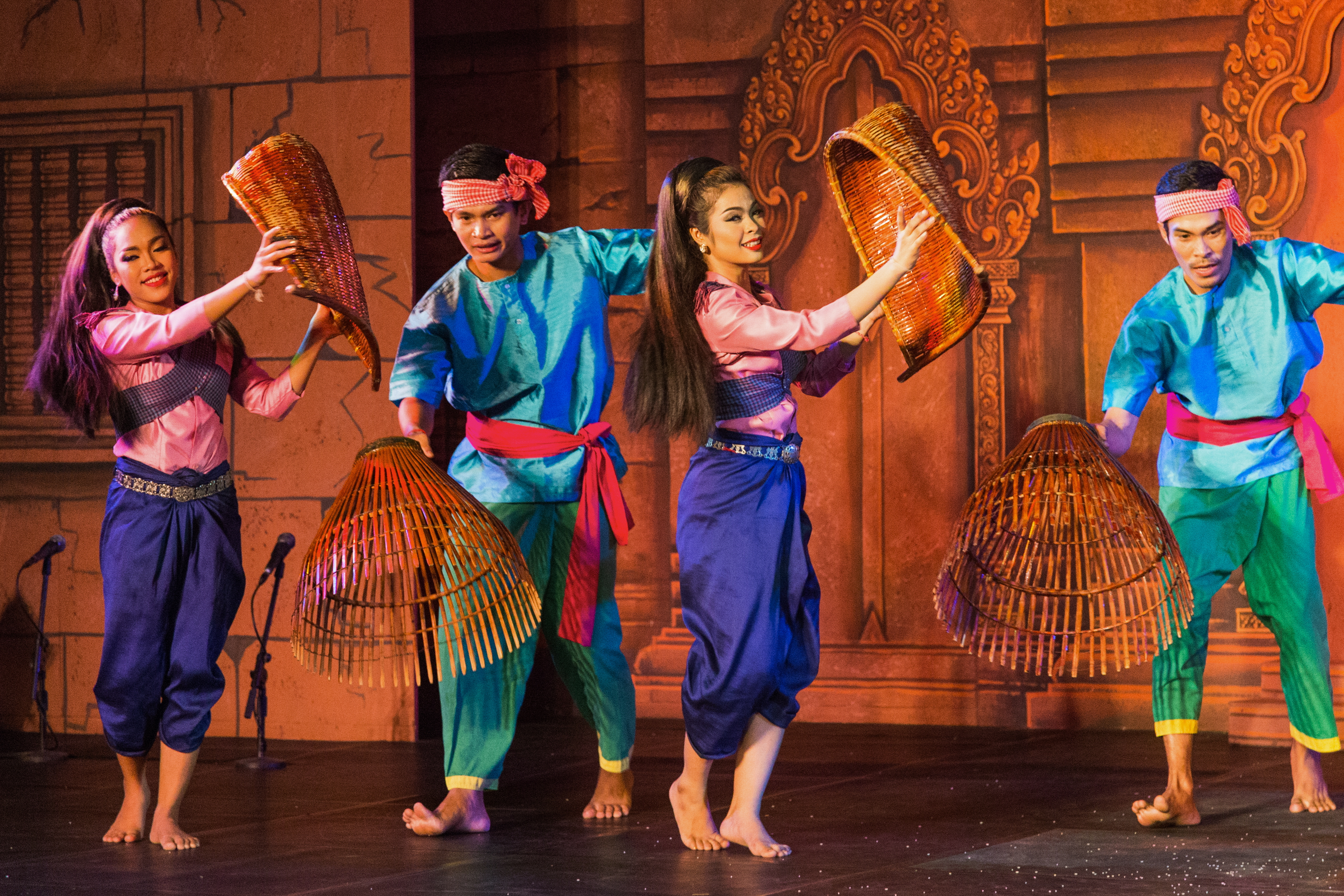

### 民間舞蹈精選

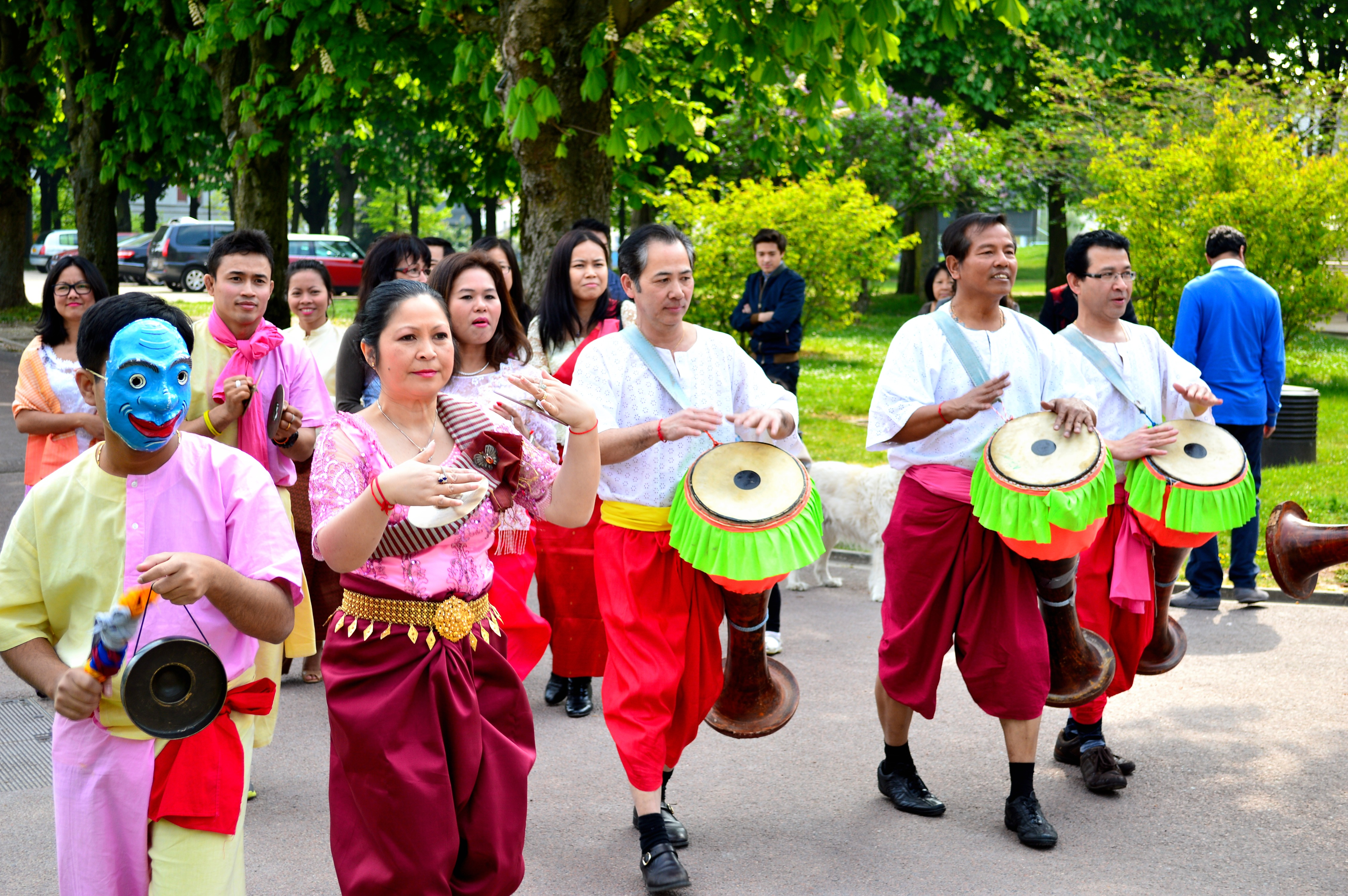
柬埔寨新年舞會

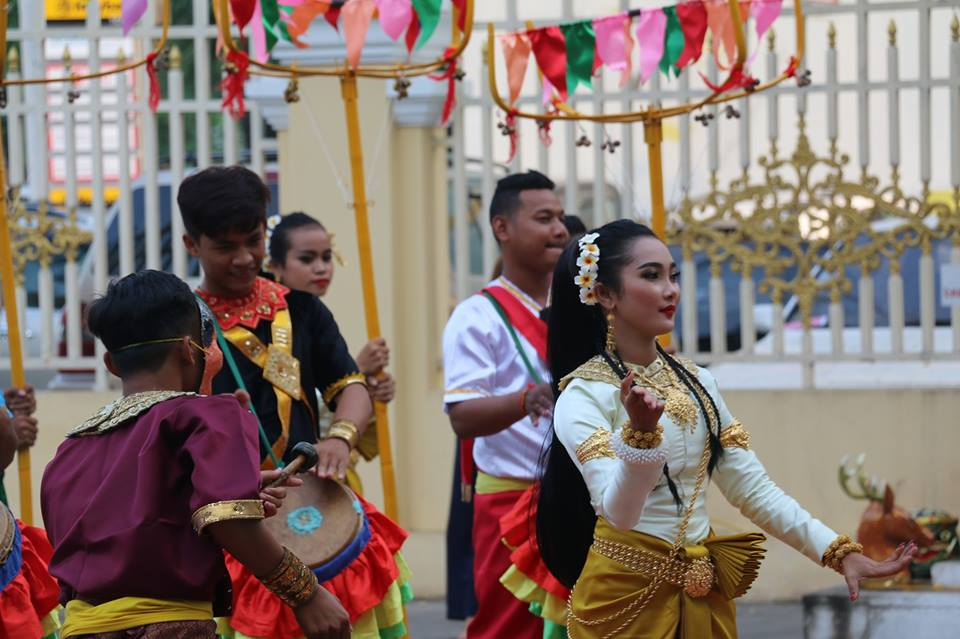
小跑舞

- Trot Dance (雄鹿之舞) - 種流行的舞蹈，代表了一個獵人和一隻鹿在巨人到食人魔和孔雀之間傳播危險的故事。[需要解释] 它是為了抵禦邪惡和厄運而進行的。
- Sneang Tosoang Dance (野牛之舞) -圍繞老虎、孔雀、鹿和其他動物的舞蹈。該舞蹈起源於Pursat省Phnum Kravanh 區，描繪了梨族人。
- Robam Kom Araek - 一種舞蹈，主要使用兩到三根竹竿，每秒擊打一次。據報導，這種舞蹈起源於庫伊人，但更多的人認為，諾羅敦國王在位期間（1834-1904）在菲律賓旅行時的發源地是菲律賓。[來源請求]
- Robam Neary Chea Chuor - 年輕女子的舞蹈
- Robam Kngaok Pailin (拜林孔雀舞) - 舞蹈刻畫庫拉人在拜林和他們娛樂有一對孔雀。
- Chhayam - 一種關於快樂的著名娛樂舞蹈，包括幾個喜劇角色和漂亮的女孩。該舞蹈在節假日表演，是純高棉舞蹈。
- Cambodian Coconut Dance 一種涉及椰子與男女舞者的舞蹈表演。男子著黃色上衣，深紅色“昌吉賓”。女性穿著鈕扣襯衫和綠色絲綢“Chong Kben”。舞蹈源於1960年左右從Romeas Haek區在柴楨省。[1]
- Cambodian Fishing Dance - 1960 年代在金邊皇家美術大學創作的涉及釣魚的舞蹈表演。它涉及男舞者和女舞者。[2]

## 社交舞蹈
在柬埔寨的社交聚會上普遍跳的社交舞蹈包括romvong、rom kbach、saravann、chok krapeus和lam leav。來自世界各地的其他社會舞蹈影響了柬埔寨社會文化，包括恰恰，在短上衣，以及麥迪遜。這種舞蹈經常在柬埔寨的宴會上表演。